# ニューヨーク万国博覧会 (1939年)
1939年のニューヨーク万国博覧会（ニューヨークばんこくはくらんかい, New York World's fair 1939-1940, New York Expo 1939）は、1939年4月30日から10月31日、および1940年5月11日から10月27日までアメリカ合衆国ニューヨーク市クイーンズ区のフラッシング・メドウズ・パークで開催された国際博覧会（第二種一般博）である。

## 概要
ジョージ・ワシントンの大統領就任150周年を記念して催された。テーマは「明日の世界の建設と平和」。会期中の1939年9月1日にドイツがポーランドに侵攻したことでイギリスやフランスがドイツに宣戦布告し、第二次世界大戦が始まるなど、「平和」という言葉を冠したテーマに反した国際状況下での開催となった。なおドイツは博覧会には参加していなかった。一方、日米関係が既に険悪な状態に陥っており、紀元2600年記念日本万国博覧会の延期も閣議決定されていたが、日本は博覧会に参加している。

## 主なパビリオン
敷地内にゼネラルモーターズやフォード・モーター、ウェスティングハウスなどアメリカを代表する大企業のパビリオンが、世界各国の政府や自治体などによるパビリオンと同様、もしくはそれを上回る規模で建てられ高い人気を呼んだ。

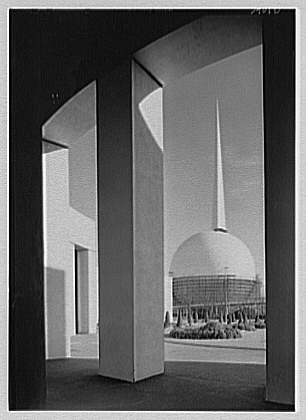
「トライロン」と「ヘリスフィア」
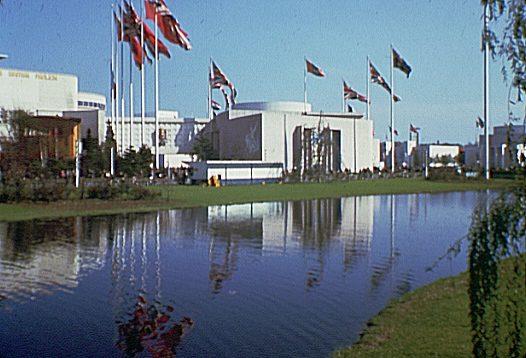
イギリス館
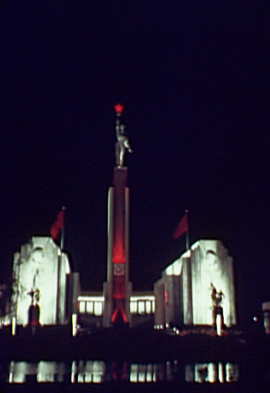
ソ連館
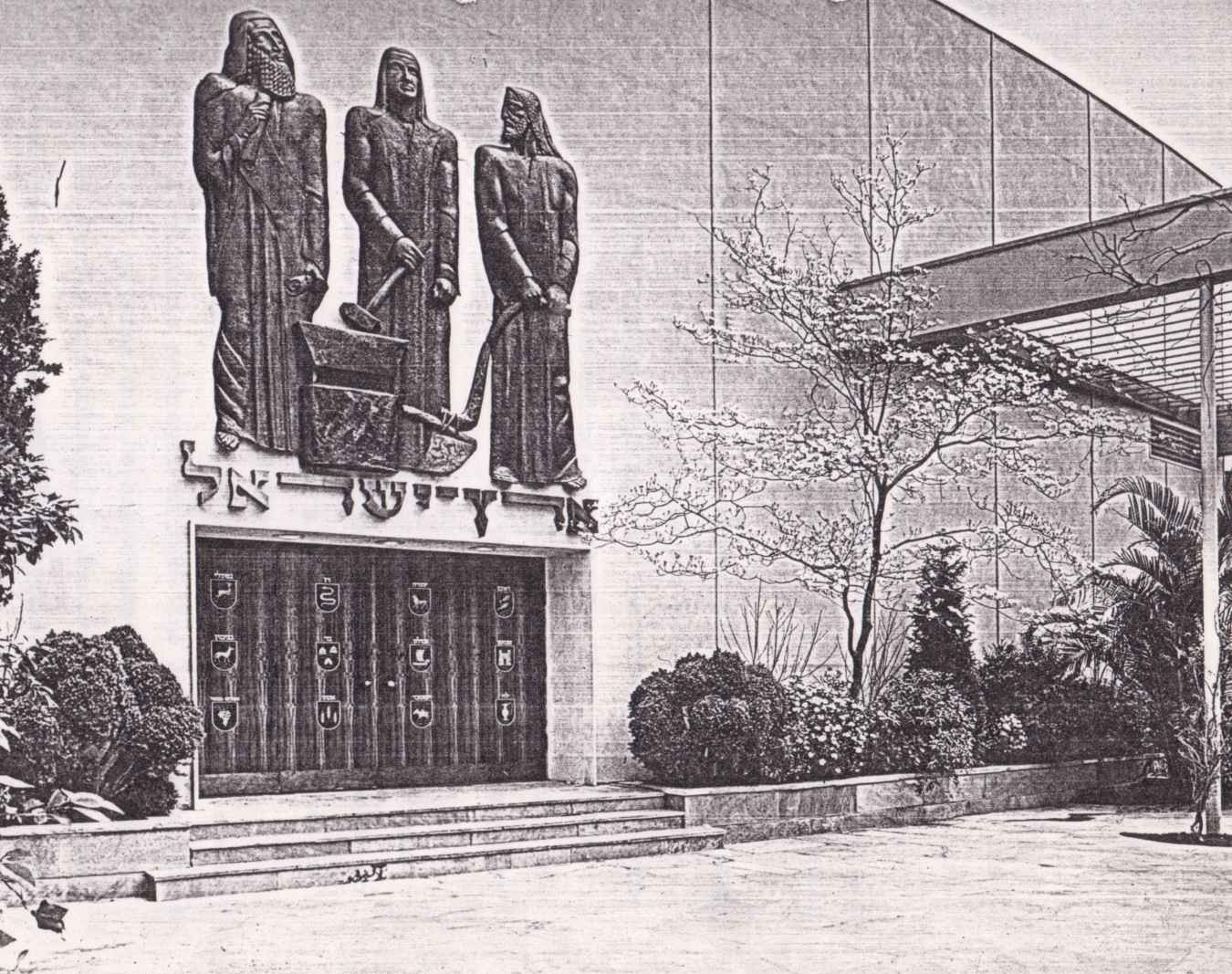
ユダヤ・パレスチナ館 正面玄関上にモーリス・アスカロン作のレリーフが施されている
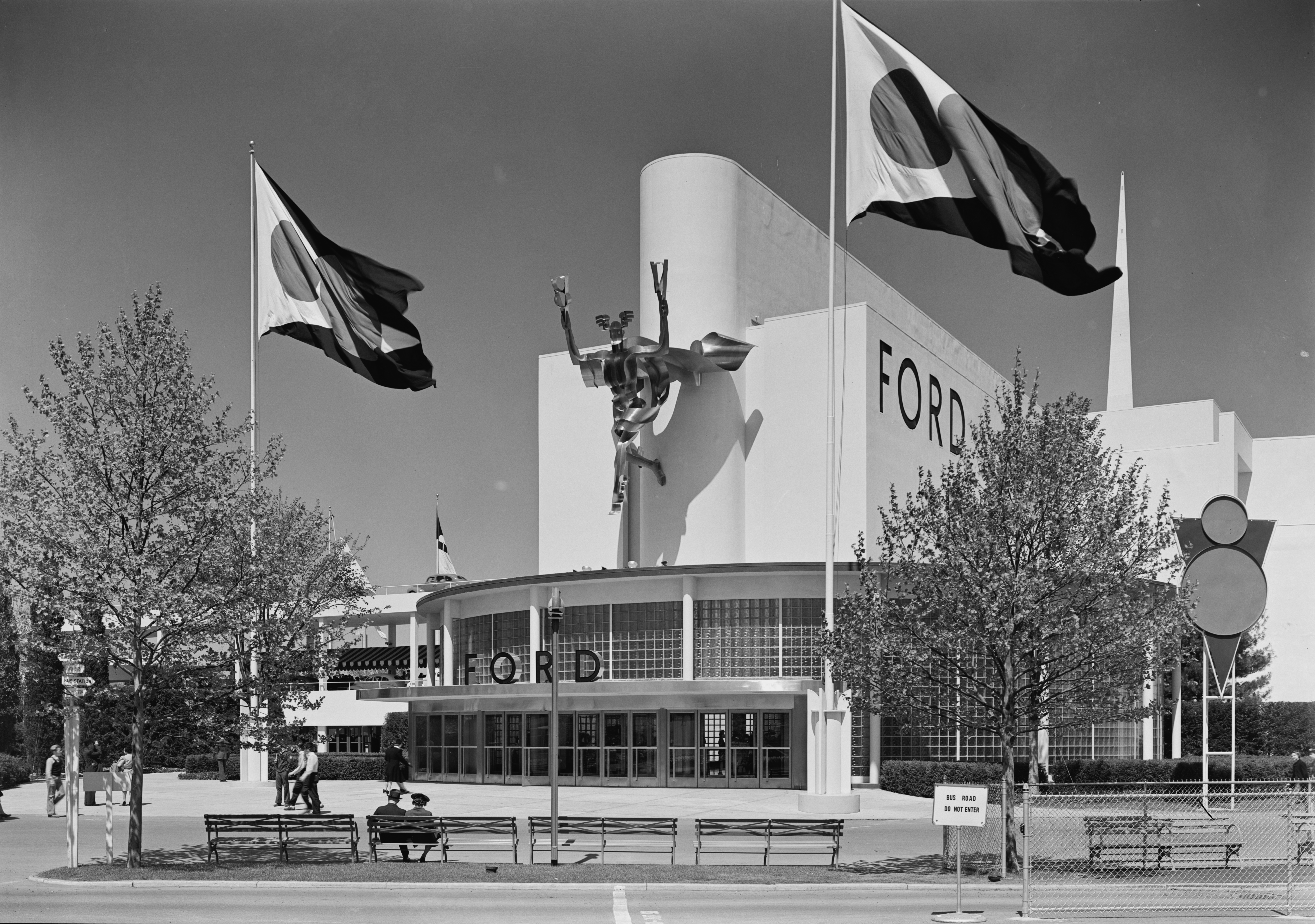
フォード館
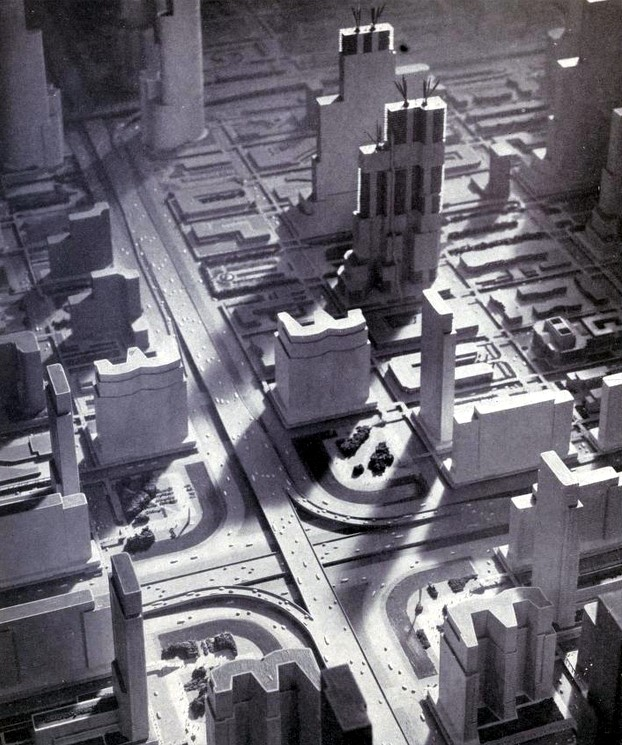
ゼネラルモーターズ館で展示されていたフューチュラマ
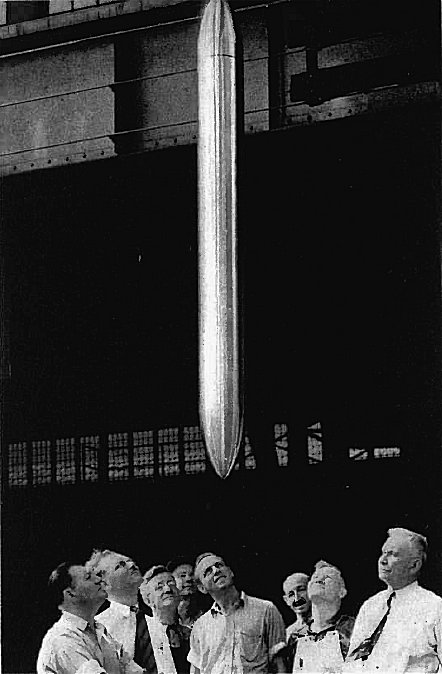
ウェスティングハウスによるタイムカプセル
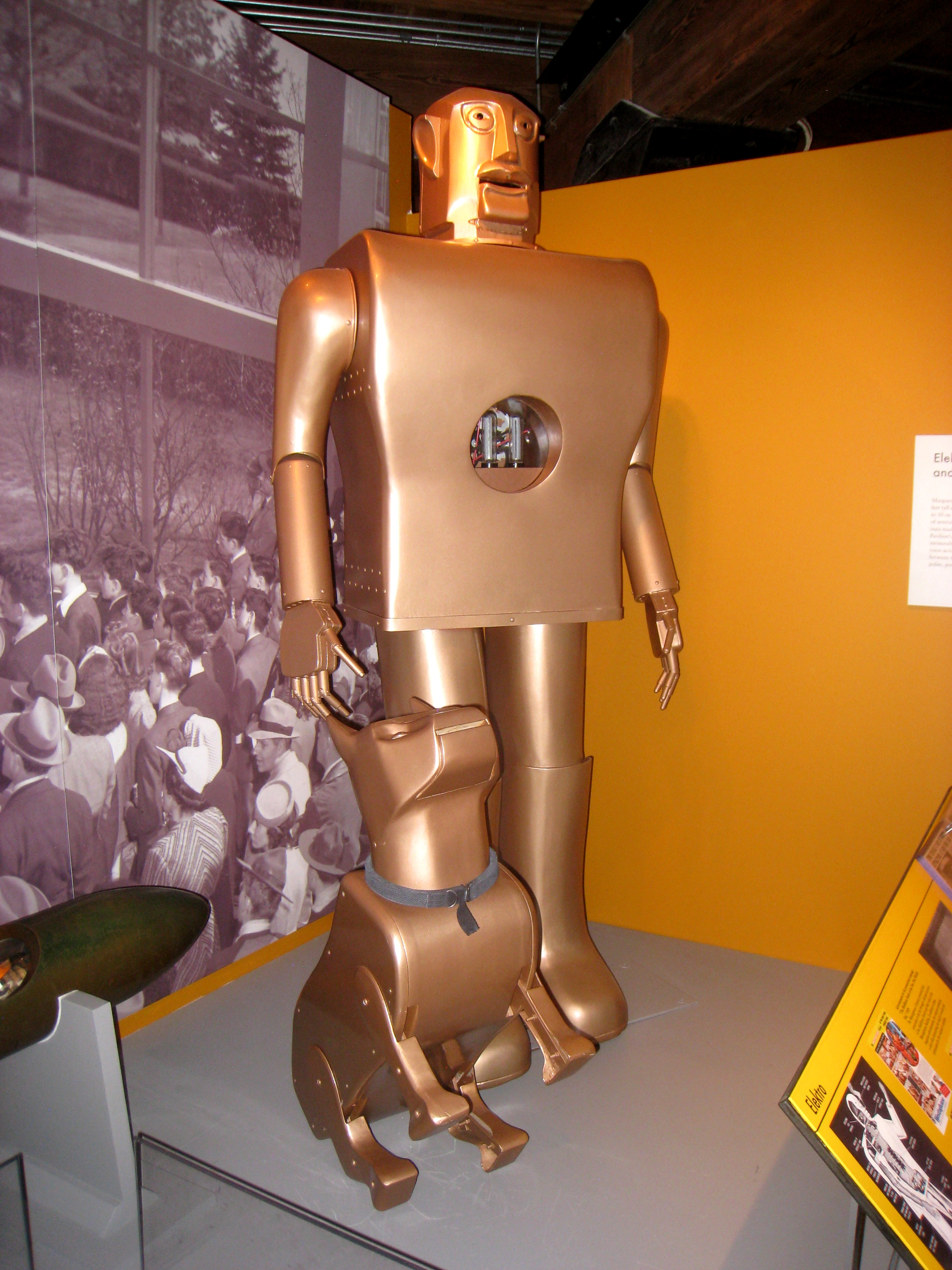
ウェスティングハウス館で出展・実演されていたロボット「エレクトロ」

### 政府・国際機関
- アメリカ
- 日本
- 中華民国
- イギリス
- スウェーデン
- ソビエト連邦
- バチカン
- ベルギー
- フランス
- スイス
- メキシコ
- ニューヨーク州
- ニューヨーク市
- 国際連盟
- 汎米連合

### 企業・団体
- ゼネラルモーターズ
- フォード・モーター
- クライスラー
- ゼネラル・エレクトリック
- ウェスティングハウス
- ボルチモア・アンド・オハイオ鉄道